# Regimiento Acorazado «Pavía»
El Regimiento Acorazado «Pavía» n.º 4, es uno de los cuatro Regimientos Acorazados creados en la reorganización del Ejército de Tierra español de 2016. Como los otros tres regimientos, incluye un batallón de infantería de carros de combate, el «Flandes» I/4, y un grupo de caballería acorazado, el «Húsares de la Princesa» II/4. En esta reorganización el Regimiento «Pavía» quedó encuadrado en la Brigada «Aragón» I; previamente era un Regimiento Ligero Acorazado de Caballería encuadrado en la ahora disuelta Brigada de Caballería «Castillejos» II. El «Pavía» comenzó su andadura en 1684; durante el siglo XVIII fue un regimiento de dragones y, tras pasar por distintos institutos, fue convertido en 1859 en un regimiento de húsares.

## Antecedentes
La asociación de Pavía con los ejércitos españoles se retrotrae a 1521, cuando, tras la toma de Milán por las tropas imperiales, la ciudad de Pavía decidió también abrirles sus puertas. El general en jefe imperial, Prospero Colonna, ordenó entonces que 3000 tropas españolas, bajo el mando de Antonio de Leyva, ocuparan esta ciudad. Fue así que se creó la primera formación española con el nombre de «Pavía», la llamada Pequeña armada de Pavía, distinguiéndose esta fuerza en la defensa de la ciudad y la posterior batalla de Pavía.
El antecedente más antiguo del Regimiento «Pavía» fue un cuerpo compuesto por cinco compañías de jinetes croatas que se formó en Pavía, parte entonces del Estado de Milán, el 1 de mayo de 1684 por orden del gobernador general, conde de Melgar. El 9 de abril de 1685, cuando ya constaba de doce compañías, fue convertido en Tercio de Dragones Arcabuceros bajo el mando del conde de Sheldon.

## Regimiento de dragones (1689-1818)

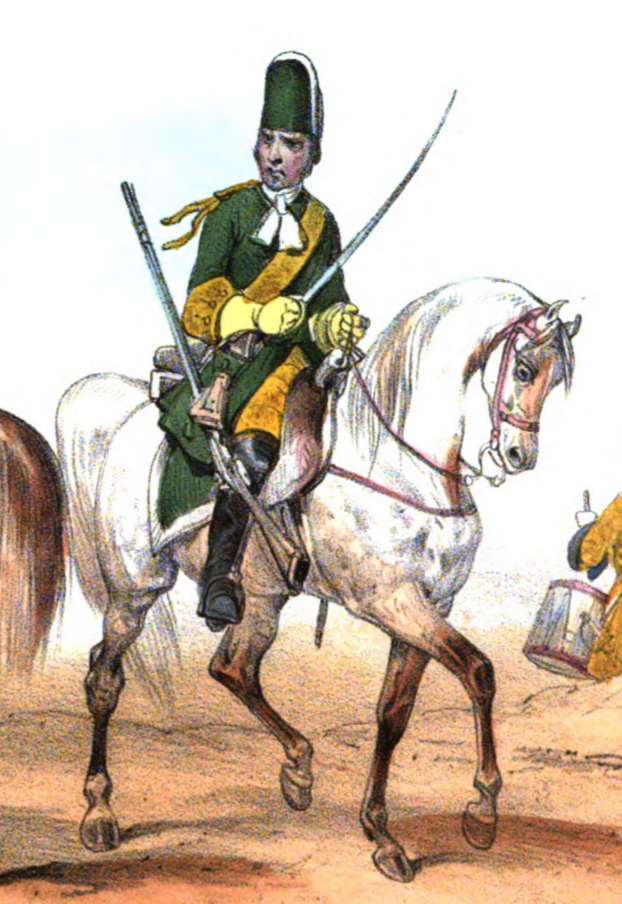
Un dragón en su uniforme reglamentario de 1703, al estilo francés, que incluía la característica dragona de cordón en el hombro derecho. Los dragones iban armados entonces con fusil, bayoneta de doble filo, sable curvo y pistola. El color principal del uniforme se cambiaría a amarillo en 1718, y el gorro, por un sombrero.

En 1689 el tercio pasó a llamarse Regimiento de Dragones del Estado, mandado entonces por el italiano Prospero Crivelli, y en 1690 pasó a estar mandado por el español Antonio de Rojas. En 1692 se trasladó al Piamonte para intervenir en la guerra de los Nueve Años del lado de Saboya y en contra de los franceses, participando en la toma de Embrun en 1692, la del fuerte de Santa Brígida y la batalla de Marsaglia en 1693, y la toma de Casale en 1695. Tras la Paz de Turín en 1696, el regimiento regresó a Pavía. 
En 1701, al comenzar la guerra de sucesión española, se unió al ejército franco-español en el norte de Italia para combatir a los austriacos. El regimiento se distinguió especialmente en la batalla de Luzzara, donde capturó un estandarte de la caballería austriaca, así como en la batalla de Cassano. Después de ser derrotados en la batalla de Turín, los franco-españoles se vieron forzados a evacuar el norte de Italia y el regimiento se trasladó a España en 1707 bajo el mando del marqués de Caylus. En España el regimiento combatió en Extremadura, venciendo a los anglo-portugueses en La Gudiña en 1709. En 1710 tomó Miranda de Duero, recuperó Carbajales, fue diezmado en la batalla de Zaragoza, pero se recompuso y triunfó a pie en Brihuega y a caballo en Villaviciosa. En 1711 volvió a Extremadura y luego se desplazó a Cataluña. Entre 1712 y 1714 combatió a bandas enemigas en Castilla, Aragón y Cataluña, siendo destinado a la baja Andalucía tras concluir la guerra.
En 1718, como al resto de los regimientos, se le asignó un nombre fijo, pasando a ser conocido como el Regimiento de Dragones de Pavía, y quedando organizado en tres escuadrones de a cuatro compañías. También recibió entonces sus correspondientes tres guiones con el emblema de una columna inmóvil de orden jónico batida por los cuatro vientos cardinales. Entre 1720 y 1721 combatió en Ceuta en el ejército del marqués de Lede.
El «Pavía» pasó a Cataluña en 1730 y en 1733 se embarcó en Barcelona con destino a la Toscana. De allí se unió a la reconquista del Reino de Nápoles, en lo que se llamaría la guerra de sucesión polaca, venciendo a los austriacos en la Batalla de Bitonto y asegurando así la corona del reino para el infante Carlos. Seguidamente participó en la reconquista de la isla de Sicilia, volviendo a España en 1736. En 1741 se determinó la antigüedad y precedencia de los regimientos, asignándosele al «Pavía» el número 4 de entre los regimientos de dragones.

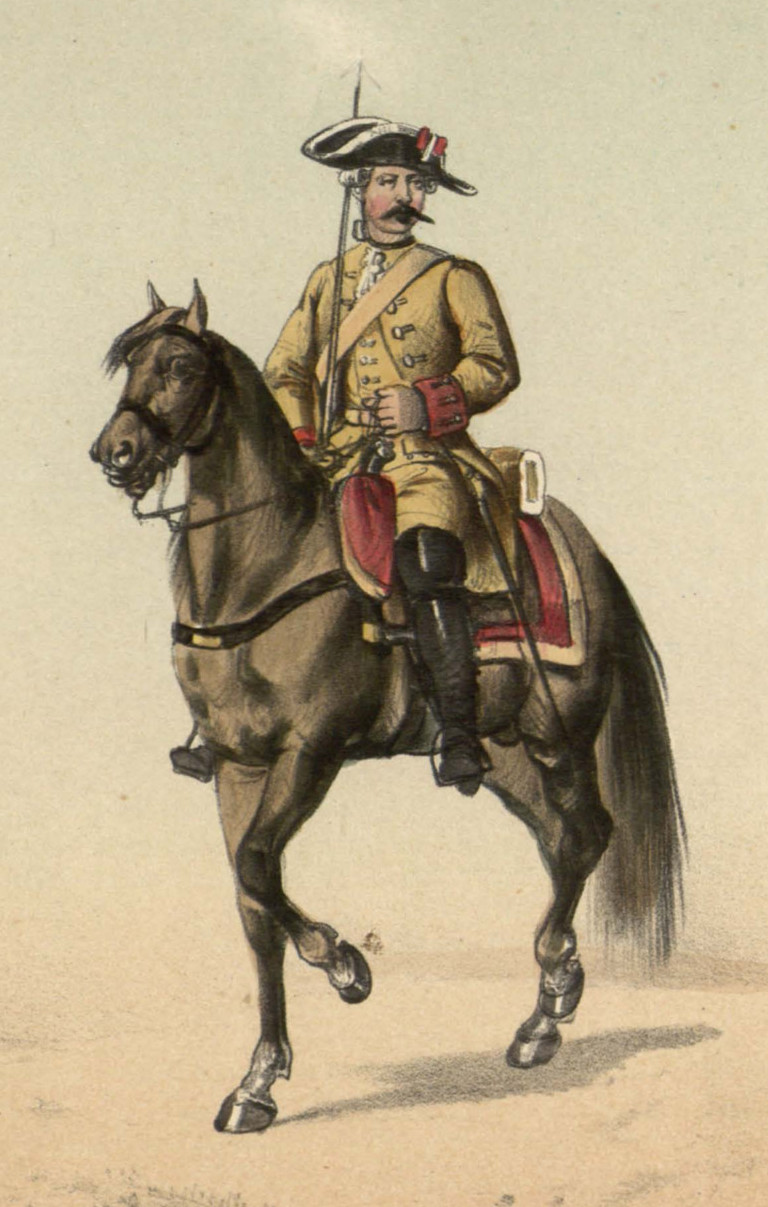
Dragón de Pavía (1789)

En 1742 volvió a su nativa Italia septentrional para participar en la guerra de sucesión austriaca en contra de los austriacos y los sardos. En 1744 participó en la ocupación de Demonte y el sitio a Cúneo, batiendo a los sardos a costa de graves pérdidas en la batalla de Madonna del Olmo. En 1745 cruzó el Tanaro y combatió en Bassignana y en la conquista de Valenza y, nuevamente, de Casale. En 1746 combatió valientemente en la batalla de Plasencia, donde el ejército franco-español fue derrotado por los austriacos, forzando la retirada de los aliados. El «Pavía» volvió a España en 1747.
En 1750 pasó de Cataluña a Castilla la Vieja y en 1762 fue destinado a Chaves y después a Ciudad Rodrigo. En 1765 los regimientos de dragones estaban organizados a tres escuadrones de a cuatro compañías cada uno. En cada compañía servían un capitán, un teniente y un alférez; dos sargentos, un tambor, cuatro cabos, cuatro granaderos y treinta y nueve dragones. Treinta y tres de las plazas de cada compañía eran montadas y veinte desmontadas. Entre 1779 y 1783 el regimiento participó en el infructuoso asedio de Gibraltar.
La ejecución en 1793 de Luis XVI por la Convención Nacional francesa hizo que Carlos IV declarara la guerra a la república, comenzando la guerra del Rosellón. El «Pavía» fue el primer regimiento de dragones en cruzar la frontera, avanzando por el litoral mediterráneo hasta alcanzar Rivesaltes. Tras unirse al resto del ejército del General Ricardos, participó en la batalla de Peyrestortes y en la de Truillás, tras lo que se replegó a Le Boulou. La derrota del ejército español en la batalla de Le Boulou en 1794 le forzó a retirarse. 150 dragones desmontados del «Pavía» se unieron a otros tantos de otros tres regimientos para formar un batallón que combatió como infantería, pasando a defender el castillo de Figueras hasta que tuvo que rendirse a los franceses. El regimiento recibió refuerzos para completar su plantilla y en 1795 se unió a la defensa de Gerona y participó en la batalla de Pontós. Tras la firma del Tratado de Basilea, el regimiento se trasladó a Córdoba, en 1796 pasando a guarnecer el Condado de Niebla y en 1801 las costas de Galicia.
En 1803 se decidió eliminar el Arma de Dragones y el «Pavía» pasó a ser el 4.º Regimiento de Cazadores de la Caballería Ligera, pero en 1805 los dragones volvieron a aparecer, ahora como parte de la Caballería Ligera, y volvió a ser el 4.º de Dragones.

### Guerra de la Independencia
Al inicio de la Guerra de la Independencia española, el «Pavía» se encontraba guarneciendo la Isla de León. Era entonces su teniente coronel Pedro de Alcántara Téllez-Girón y Pimentel, príncipe de Anglona, que luego sería también coronel del regimiento, director del Museo del Prado, gobernador y capitán general de Cuba y director de la Real Academia de San Fernando. El regimiento se unió al ejército de Andalucía mandado por el General Castaños, con su fuerza de 541 soldados y 408 caballos formando la caballería de la división de reserva. Participó en la victoria en Bailén y continuó en el ejército de Castaños cuando este pasó a ser el del centro. Combatió en la batalla de Tudela, donde los españoles fueron derrotados, pero escapó hacia Corella y en el camino se unió al regimiento la compañía de lanceros de Alba de Tormes. Con el resto del ejército, retrocedió hacia la Mancha, contando entonces con 540 hombres y 244 caballos.
En 1809 se unió a la segunda división de caballería y combatió en Mora, Consuegra, Manzaneque y en la batalla de Ciudad Real. De allí pasó a Andalucía y luego se unió al ejército de Extremadura, donde alcanzó una fuerza de 653 hombres y 435 caballos. Asistió a la batalla de Talavera y en septiembre fue agregado al ejército del centro. El 18 de noviembre la división de caballería en la que estaba encuadrado el regimiento se encontró en Ontígola con una división de caballería francesa, que resultó derrotada. En esta acción el dragón de Pavía Vicente Manzano mató al general francés. El día siguiente el regimiento participó en la batalla de Ocaña, tras la que se vio forzado a retirarse a Jaén.
Al comienzo de 1810 el ejército imperial invadió Andalucía, batiéndose con ellos el «Pavía» en Menjibar y Alcalá la Real. El regimiento se repliegó al Campo de Gibraltar. El coronel se separó del regimiento con ochenta caballos para contribuir a la formación del 1.º Provisional de Dragones y otros tres destacamentos con cincuenta caballos cada uno fueron destinados a Badajoz, Extremadura y Murcia. El resto del regimiento se embarcó con destino a Cádiz, donde su soldados montados pasaron al «Lusitania» y los desmontados al «Príncipe». El 1.º Provisional se desplazó a Murcia, donde se le unieron los dragones del «Almansa» y posteriormente el resto del regimiento. En 1811 se retiró hacia Valencia, y en 1812 sus restos se unieron al 2.º Provisional de Dragones, formando su primer escuadrón. En 1813 pasó a Andalucía y transfirió 150 de sus dragones montados al «Farnesio» y otras 60 yeguas al «Sagunto», disolviéndose el 2.º Provisional y quedando el «Pavía» con 250 dragones desmontados. En 1814 se integró en el regimiento el de cazadores de Numancia, quedado con 644 hombres y 564 caballos, y pasando a Castilla la Vieja.

## Regimiento de Caballería Ligera (1818-1844)
En 1818 el «Pavía» pasó a ser el 4.º Regimiento de Caballería Ligera, y el año siguiente se trasladó a Barcelona. Tras destinos en Lérida, Reus, Zaragoza y Palma de Mallorca, fue disuelto en esta última ciudad, junto con el resto del ejército constitucional, en 1823.
El pronunciamiento de Riego en 1820 había iniciado el Trienio Liberal que restauró la vigencia de la Constitución de Cádiz, limitando el poder del Rey. Los partidarios del poder absoluto del Rey formaron partidas militares para sublevarse en contra del gobierno constitucional, que consideraban ilegítimo. La invasión de los cien mil hijos de San Luis en 1823 restauró al Rey en su poder absoluto y Fernando VII procedió a disolver todas la unidades del Ejército español, creando nuevas unidades a partir de las partidas absolutistas. Así se creó en 1823 el Primer Regimiento de Caballería del Ejército Real Lanceros de Fernando VII, que en 1824 pasó a ser el Segundo de Ligeros y en 1826 el León, 2.º de Ligeros. En 1833 este regimiento contribuyó con 52 hombres y 32 caballos a la creación del Regimiento de Caballería Húsares de la Princesa.

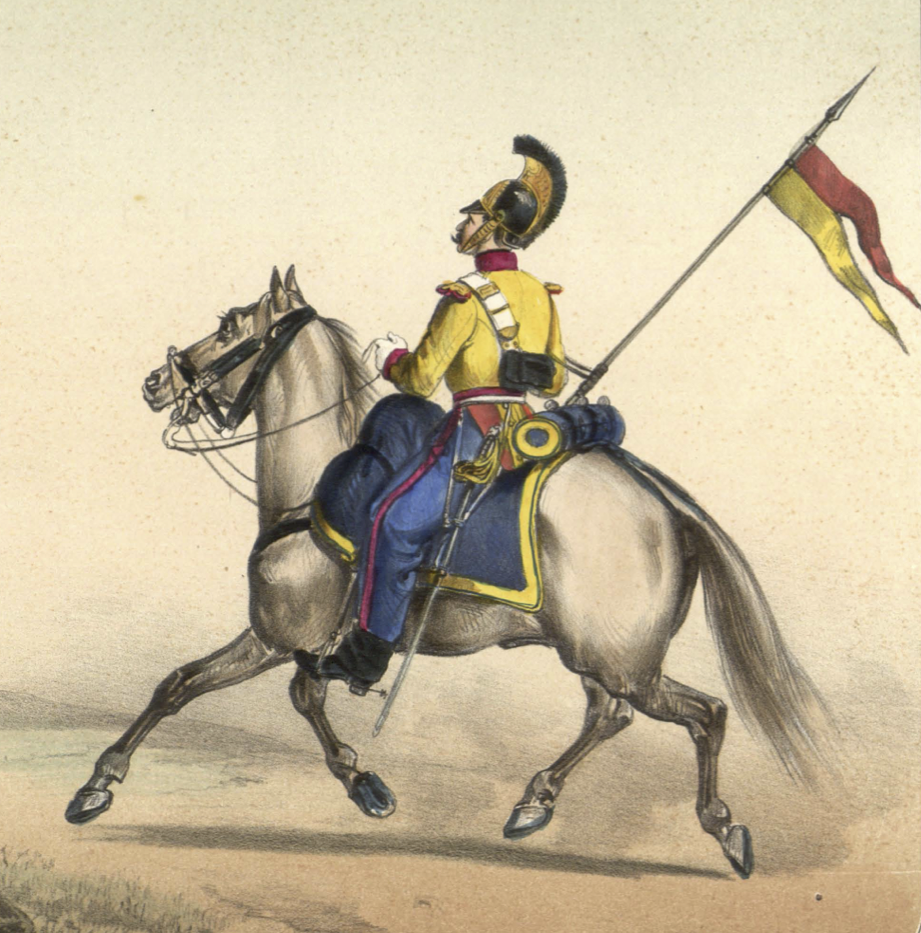
Lancero del «León» en 1843.

Después de varios años de perseguir contrabandistas y malhechores, en 1835 el regimiento combatió partidas carlistas en Castilla la Nueva, comenzando su participación en la primera guerra carlista. Los escuadrones del regimiento participaron en numerosos enfrentamientos con el enemigo durante los años siguientes. En octubre de 1838 se ordenó la formación de una compañía de tiradores en cada regimiento. El 2 de diciembre de 1838 un escuadrón del regimiento mandado por el comandante Juan Curbelo se distinguió en la acción de Cheste, ganando una corbata de la Orden militar de San Fernando para su estandarte. En julio de 1839 el regimiento completo se concentró en Cariñena, participando en acciones contra el enemigo y en servicio de escolta de convoyes. Hasta el final de la guerra civil, en 1840, el regimiento siguió combatiendo a los carlistas, a veces completo y las más veces dividido en escuadrones. Tras el final de la guerra, el regimiento se trasladó a Valencia.
Tras la guerra la Caballería se organizó en un solo instituto, pasando el «León» a ser el 7.º de Caballería en 1841. Cada regimiento contaba entonces con cuatro escuadrones, a dos compañías cada escuadrón, y una compañía de tiradores. Ese mismo año se creó un nuevo Regimiento de Caballería «Pavía», asignándosele el n.º 16. En junio de 1843 el «León« se adhirió al pronunciamiento que acabaría con la regencia de Espartero, poniéndose a las órdenes de Narváez y participando en el sitio de Teruel y en la batalla de Torrejón de Ardoz. El regimiento se acantonó entonces en Vallecas. El nuevo gobierno dictó una nueva reorganización en octubre de 1843 que fusionó el escalón de compañía y el de escuadrón, pasando los regimientos de caballería a estar formados por cuatro escuadrones-compañía, con el primero siendo de tiradores.

## Regimiento de Lanceros «Pavía» (1844-1859)
En 1844 se reasignaron los nombres de los regimientos, pasando el «León» a llamarse «Pavía», con el «Pavía» creado en 1841 pasando a llamarse «Constitución». En esta reorganización el regimiento fue denominado de lanceros dentro de la Caballería de Línea, conociéndose como el «Pavía», 6.º de Lanceros. Ese mismo año participó en la represión de la rebelión de Boné en Alicante, y en la de otras sublevaciones políticas en los años siguientes. En 1848 y 1849 combatió incursiones carlistas en Navarra. En 1849 cambió su número al 5.º, y en 1851 al 7.º, siguiendo en el instituto de lanceros.

## Regimiento de Húsares de Pavía (1859-1931)
En 1859 el «Pavía» se convirtió en un regimiento de húsares, con la denominación Husares de Pavía, 7.º de Caballería,, siendo denominado 1.º de Húsares en 1865. Los Húsares de Pavía participaron en las acciones y batallas de la tercera guerra carlista, distinguiéndose en la batalla de Oroquieta, la ruptura del sitio de Bilbao, la batalla de Monte Muru, la captura de Villarreal de Álava y la batalla de Treviño.
El regimiento intervino en la batalla de Alcolea del lado de Isabel II. Su coronel era entonces Cayetano de Borbón-Dos Sicilias, Príncipe de las Dos Sicilias, Infante de España y conde de Girgenti, sobrino y yerno de la Reina. A pesar de la impetuosa carga del «Pavía», liderada por su joven coronel, los isabelinos fueron derrotados, perdiendo la Reina su corona y el coronel su mando.

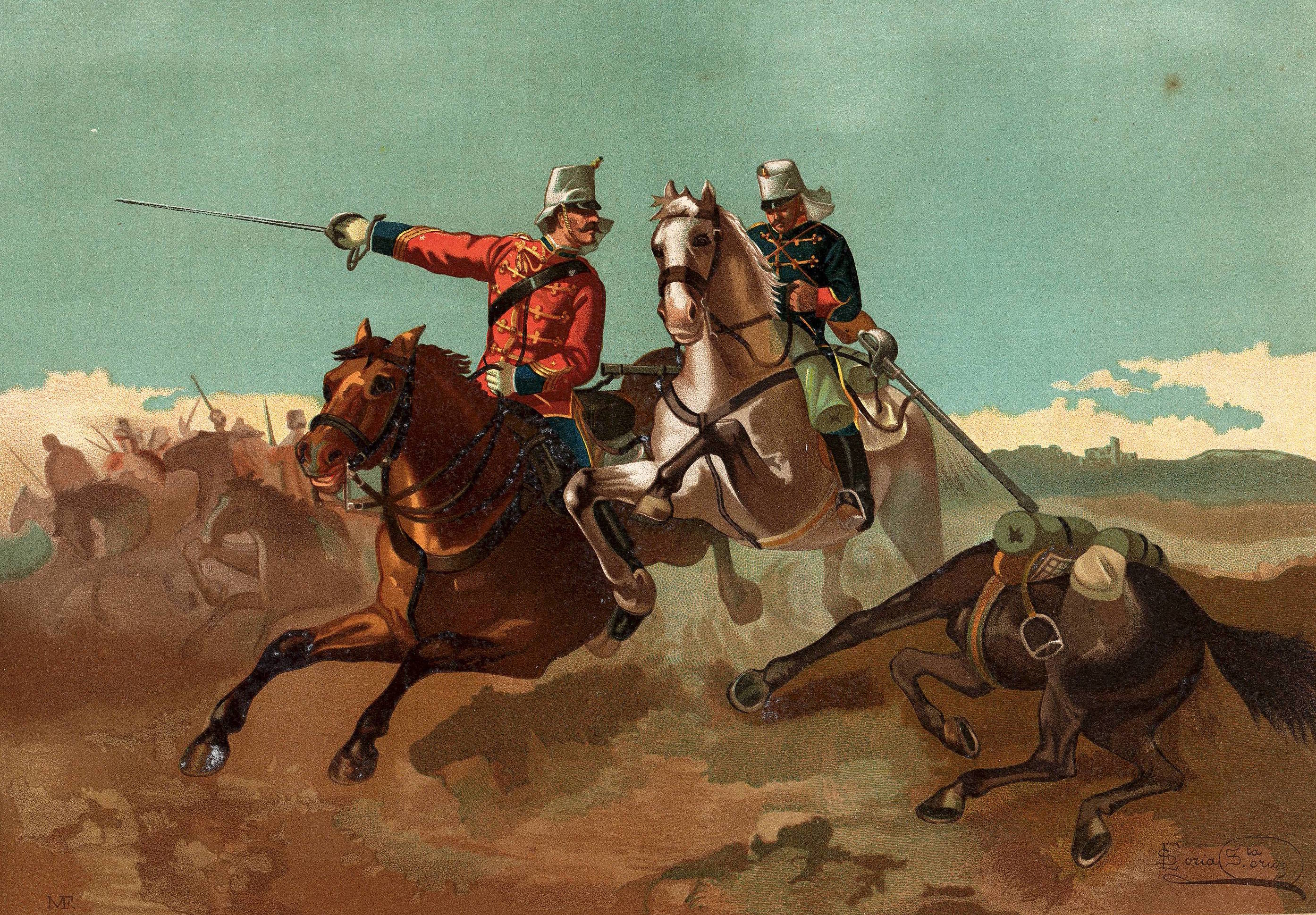
Uniforme de campaña: oficial y trompeta (1884).
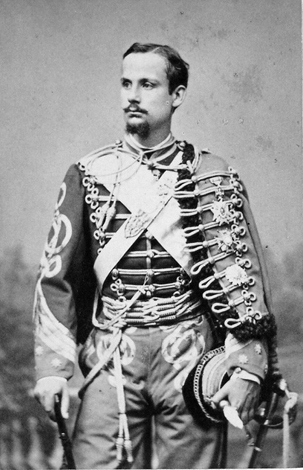
Príncipe Cayetano de Borbón-Dos Sicilias, coronel del «Pavía» en 1868.
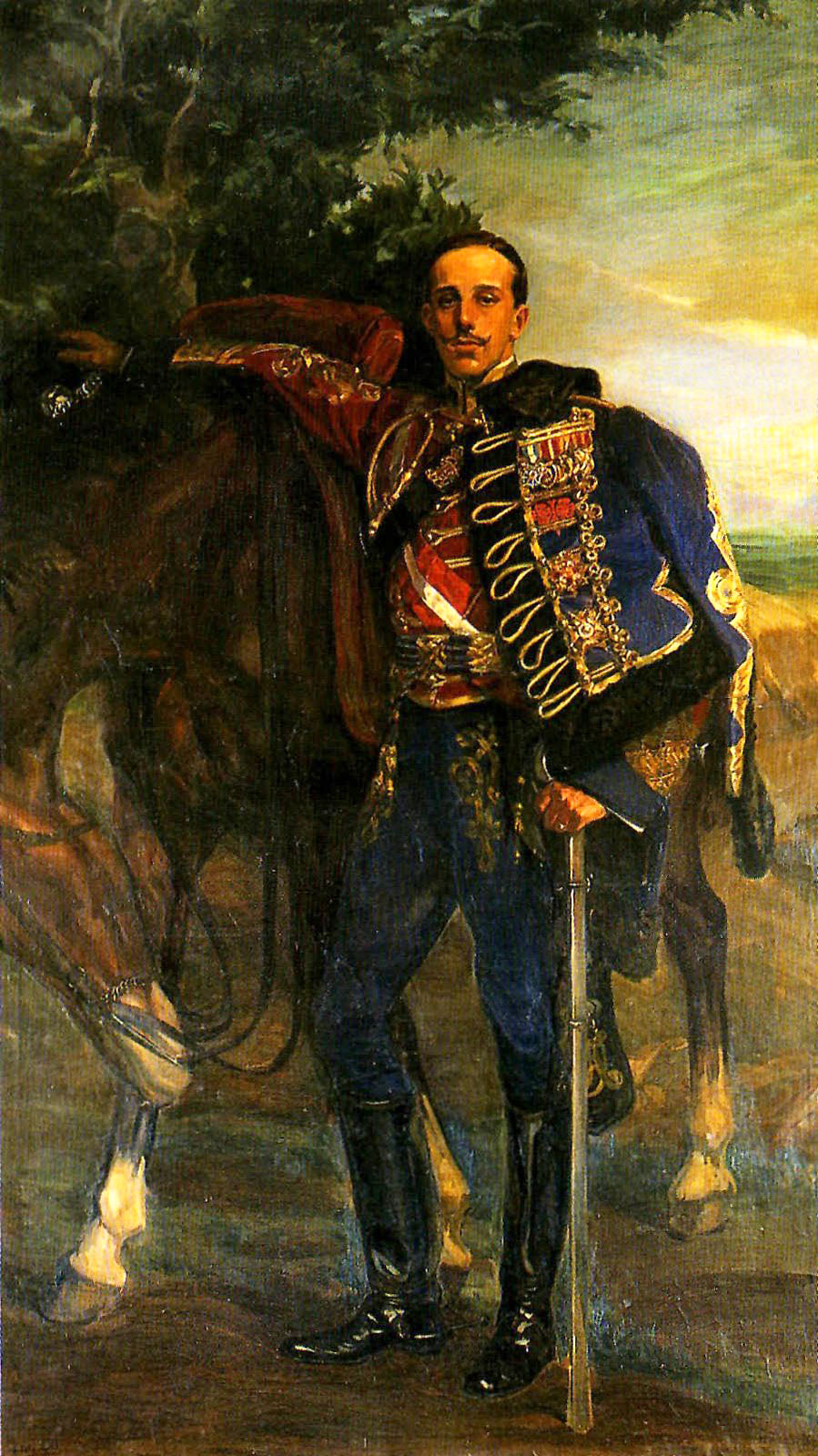
Alfonso XIII con uniforme de húsar de Pavía (José Mongrell Torrent).
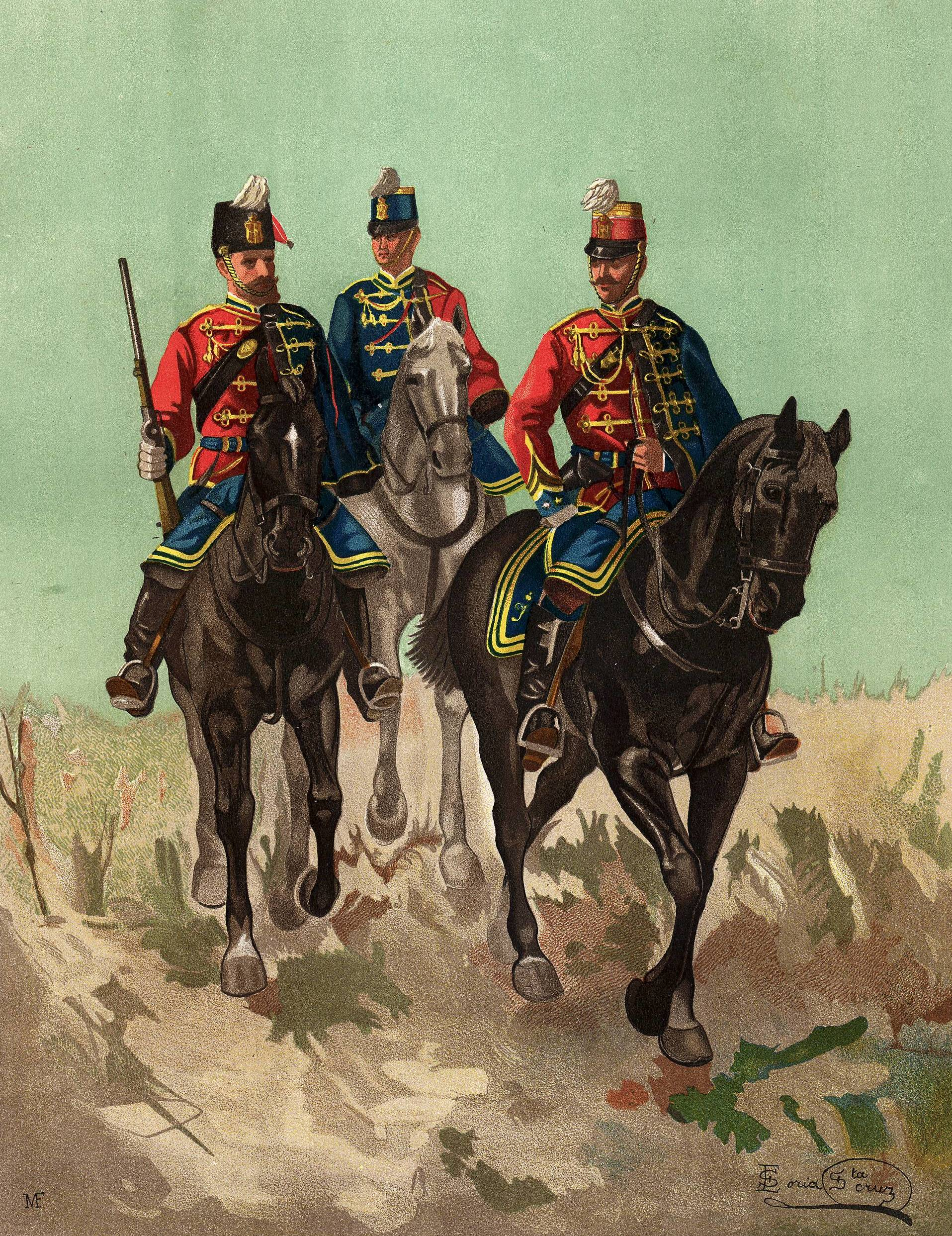
Uniforme de gala: batidor, trompeta y jefe (1884).

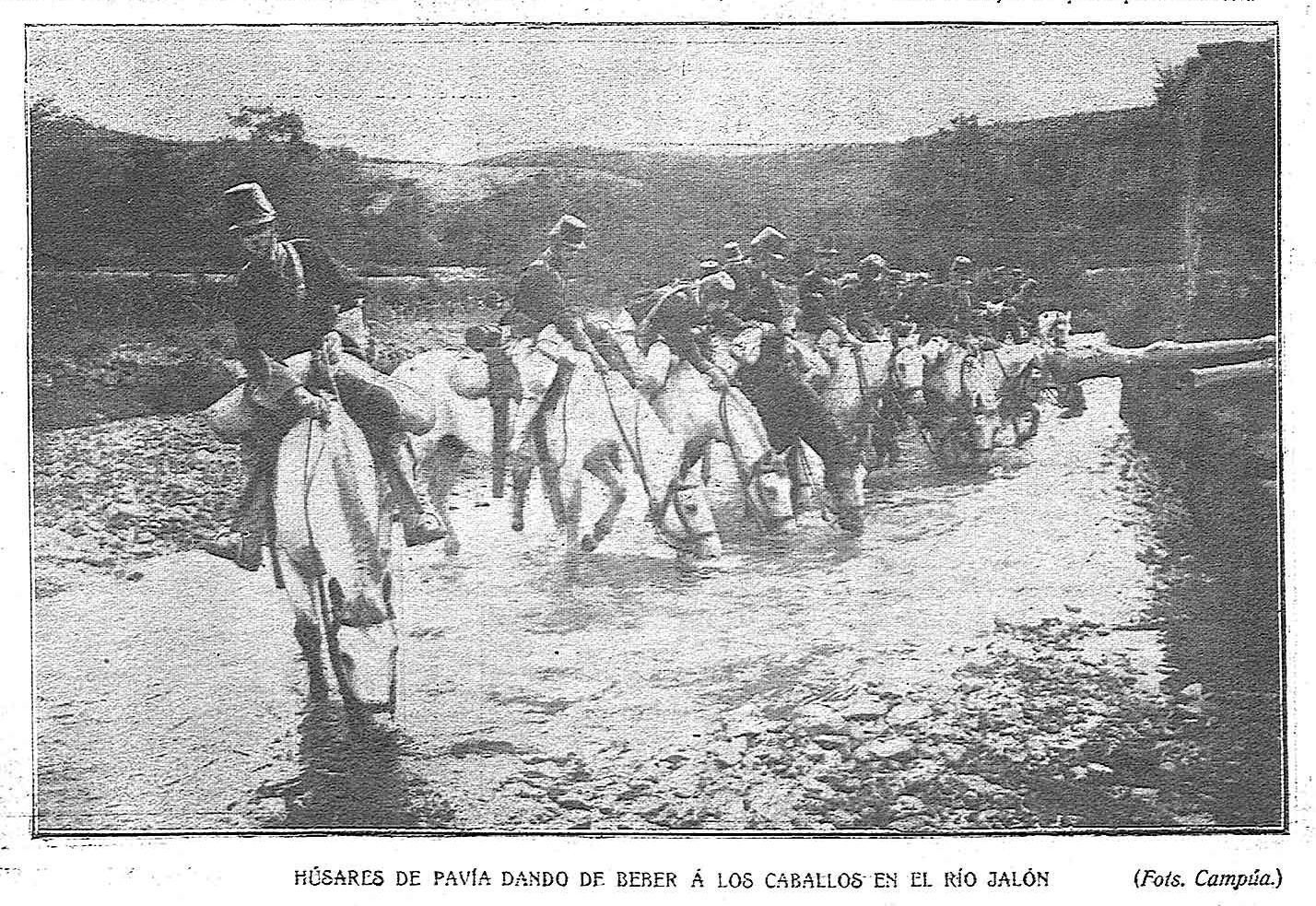
Húsares de Pavía dando de beber a sus caballos en el río Jalón en unas maniobras militares (El Gráfico, 1904)

En 1895 uno de sus escuadrones se embarcó hacia Cuba, donde sirvió hasta que el control de la isla fue cedido a los estadounidenses. En 1896 el regimiento también aportó un sargento, un cabo y doce soldados para la creación del Escuadrón de Lanceros Expedicionarios n.º 1 con destino a las Filipinas.
A principios del siglo XX el regimiento participó en las operaciones en Marruecos, desembarcando tres de sus escuadrones en Melilla en 1909 y participando en distintas acciones y combates hasta el 1910. Volvió a la acción en los alrededores de Melilla en 1921 y 1922. En 1931 el regimiento fue integrado en el 3.º de Cazadores —junto con el «Princesa» y el «María Cristina»— que en 1935 tomaría el nombre de «Villarrobledo».

## Recreación y mecanización (1939-2015)
En junio de 1939, tras el final de la Guerra Civil, se reestructuraron las unidades del Arma de Caballería. Los escuadrones de los siete regimientos de caballería que habían participado a lo largo de la contienda en el bando sublevado fueron reorganizados en tres regimientos y diez grupos de exploración y explotación. Los tres regimientos formaban la División de Caballería y se escogieron para formarlos los escuadrones que habían merecido Laureadas o Medallas Militares durante la guerra. El Regimiento C se formó a partir de escuadrones y secciones de los regimientos de cazadores «Castillejos», «España» y «Farnesio» que habían obtenido medallas militares por las acciones de Somosierra y el Ebro. En septiembre de 1939 se denominó Regimiento de Caballería n.º 3, adquiriendo otro escuadrón del antiguo «Taxdir».

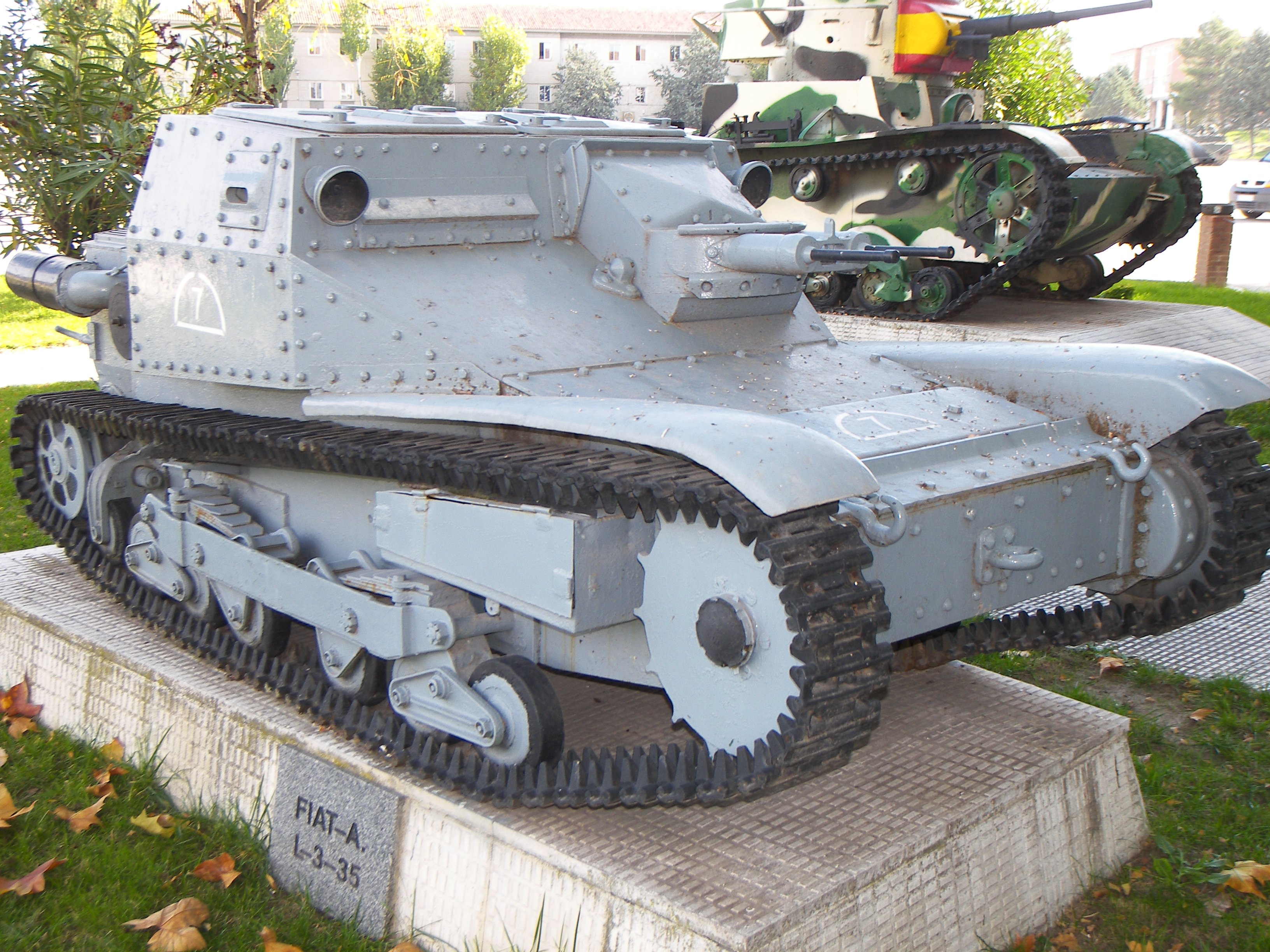
Dos vehículos como los que usó el regimiento en su etapa blindada: una L3-33 y un T-26.

En 1940 se convirtió en el Regimiento de Caballería Mecanizado n.º 3, comenzando a desprenderse de sus caballos. En 1941 recibió 205 motocicletas italianas «Gilera», y, en 1943, 259 motocicletas alemanas «BMW R75» y «DKW» procedentes del Programa Bär. El regimiento estaba estructurado entonces en un Grupo de Motocicletas y un Grupo de Autoametralladoras-cañón. Inicialmente, solo uno de los tres escuadrones de autoametralladoras estaba equipado con material, al menos ocho Chevrolet AAC-1937 fabricados en Barcelona durante la guerra. Más tarde el regimiento también recibió 30 tanquetas L3/33 y L3/35. En 1944 el regimiento fue denominado Regimiento de Dragones de Pavía n.º 4 y recogió también el historial del «María Cristina».
El material del regimiento fue renovado a partir de 1950 con vehículos procedentes de la ayuda estadounidense, primero con Jeeps CJ-3A, supuestamente para uso agrícola, y después con cinco carros ligeros M24. También recibió unos cuantos carros Pz-I y T-26 que habían sido reemplazados por materiales estadounidenses en los regimientos de carros de infantería. En 1957 el regimiento organizó un grupo expedicionario para servir en el Sahara durante la Guerra de Ifni. El grupo estaba compuesto de un escuadrón de plana mayor, un escuadrón mecanizado y otro blindado. El grupo partió hacía su destino el 13 de enero de 1958, donde participó en la recuperación del territorio y la expulsión del Ejército de Liberación Sahariano.
En el primera mitad de la década de 1960 el regimiento recibió un escuadrón de carros ligeros M41. La reorganización del Ejército de Tierra de 1965 disolvió la División de Caballería y el «Pavía» pasó a ser el Regimiento de Caballería Acorazado «Pavía» n.º 4, encuadrado ahora en la Brigada de Caballería «Jarama» I. Los nuevos regimientos de caballería acorazados incluían un grupo –con dos escuadrones de carros medios y uno mecanizado– y un escuadrón ligero, pero inicialmente no contaban con todo material requerido para equiparlos: solo uno de los dos escuadrones contaba con los necesarios M47, y los cinco M24 equipaban el escuadrón ligero, hasta ser reemplazados por M41 pocos años después, que en 1971 también equiparían al segundo escuadrón de carros. Los M41 fueron finalmente reemplazados por más M47 entre 1974 y 1980, y se recibieron también M113 para los escuadrones ligero y mecanizado.
En 1986 el «Pavía» fue transferido a la nueva Brigada de Caballería «Castillejos» II, y en 1994 trasladó su cuartel de Aranjuez a Zaragoza. En la década de 1990 se empezaron a recibir los VEC y en la de 2000 los carros estadounidenses fueron reemplazados por el AMX-30E (versión española del AMX-30 francés). En 2010 otra reorganización del Ejército lo convirtió en el Regimiento de Caballería Ligero Acorazado Pavía n.º 4, siendo reemplazados sus carros por el Centauro y los M113 por BMRs.

Escudo del Batallón de Infantería de Carros de Combate «Flandes» I/4.

Escudo del Grupo de Caballería Acorazado «Húsares de la Princesa» II/4.

## Regimiento Acorazado
La reorganización del Ejército de Tierra promulgada en 2015 introduce la novedad de cuatro regimientos acorazados que encuadran un Batallón de Infantería de Carros de Combate y un Grupo de Caballería Acorazado. El nuevo Regimiento Acorazado «Pavía» n.º 4 ha sido organizado a partir del Mando y Plana Mayor del anterior Regimiento de Caballería «Pavía» n.º 4, aunque en el futuro tanto el Mando como las plazas en la Plana Mayor podrán ser cubiertas –como en los otros Regimientos Acorazados– por personal tanto de Infantería como de Caballería. El regimiento depende de la Brigada «Aragón» I y encuadra el Batallón de Infantería de Carros Combate «Flandes» I/4 y el Grupo de Caballería Acorazado «Húsares de la Princesa» II/4. El «Flandes», que previamente era un Batallón de Infantería Ligera, adquirirá carros de combate Leopard 2E. El «Húsares de la Princesa» contará con un Escuadrón de Plana Mayor y Servicios, y con tres Escuadrones Acorazados equipados con carros de combate Leopard 2E y vehículos de exploración VEC, así como transportes oruga acorazados M113, perdiendo sus Centauros y BMRs.